# جورج پیرسون
جورج پیرسون (انگلیسی: George Pearson; ۱۹ مارس ۱۸۷۵ – ۶ فوریهٔ ۱۹۷۳) کارگردان، تهیه‌کننده فیلم، فیلم‌نامه‌نویس اهل بریتانیا بود. وی بین سال‌های ۱۹۱۴ تا ۱۹۳۷ میلادی فعالیت می‌کرد.